# Cimetière ancien de Châtenay-Malabry

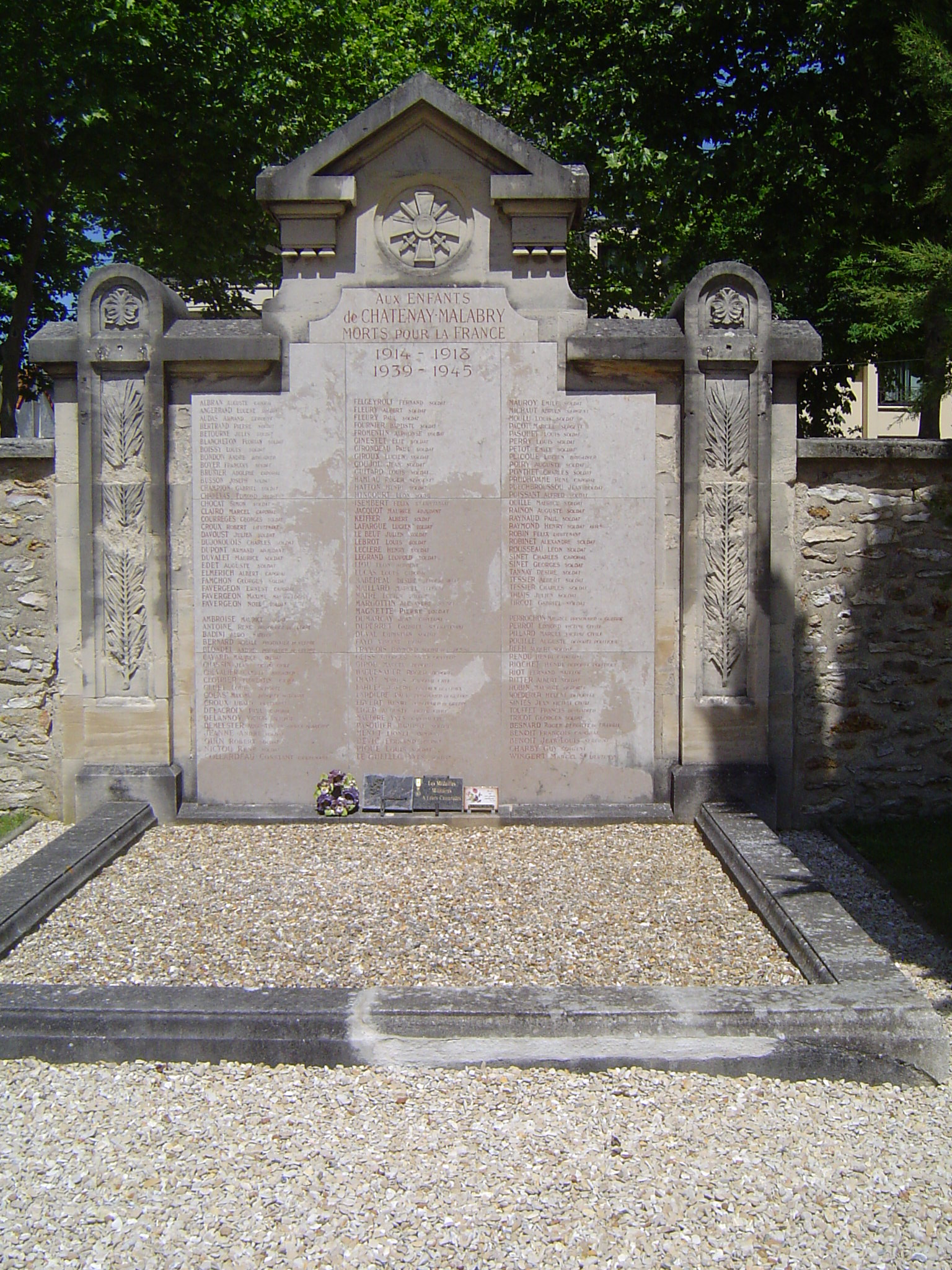
Monument aux morts de la guerre 1914-1918, inscrit à l’Inventaire général du patrimoine culturel.

Le cimetière ancien de Châtenay-Malabry est l'un des deux cimetières de la commune de Châtenay-Malabry, dans les Hauts-de-Seine, l'autre étant le cimetière nouveau. Il se trouve 107 avenue de la Division-Leclerc.

## Histoire et description
Ce petit cimetière en partie sauvegardé a ouvert ses portes en 1811. L'écrivain Paul Léautaud et le philosophe Emmanuel Mounier y sont enterrés. Le monument aux morts de la guerre de 1914-1918, le tombeau de la famille Chauriat, et trois chapelles funéraires (la chapelle funéraire d’Henri de Latouche, la chapelle funéraire de la famille Croux-Bocquet et la chapelle funéraire de la famille Bisson-Baudin) sont inscrits à l’Inventaire général du patrimoine culturel. On remarque dans un angle du cimetière la fosse de vingt soldats allemands tués pendant la Guerre de 1870.

## Personnalités inhumées
- Jules Barbier (1825-1901), librettiste,
- Lucien Bazor (1889-1974), médailleur, grand prix de Rome en 1923, auteur de nombreuses pièces de monnaie,
- Jean Fautrier (1898-1964), peintre,
- Paul Fraisse (1911-1996), psychologue, avec son épouse Simonne Fraisse (née Bitry 1913-2004), universitaire spécialiste de Péguy,
- Henri de Latouche (1785-1851), homme de lettres,
- Paul Léautaud (1872-1956), écrivain,
- Maggy Monier (1887-1965), peintre et illustratrice,
- Emmanuel Mounier (1905-1950), philosophe,
- André Piettre (1906-1994), économiste,
- Paul Theunissen (1873-1931), sculpteur[7].